# Wall Range
Die Wall Range (englisch für Mauergebirge) ist ein 5 km langer Gebirgszug im Zentrum der Wiencke-Insel im Palmer-Archipel westlich der Antarktischen Halbinsel. Er erstreckt sich in nordost-südwestlicher Ausrichtung vom Thunder Glacier bis zum Channel-Gletscher und ist gekennzeichnet durch an Mauern erinnernde Felsenkliffs sowie zerklüftete Gipfel von bis zu 1100 m Höhe.
Erstmals kartiert wurde er im Zuge der Belgica-Expedition (1897–1899) des belgischen Polarforschers Adrien de Gerlache de Gomery. Der Falkland Islands Dependencies Survey nahm 1944 eine Vermessung vor und benannte ihn deskriptiv.